# مستعمره رودخانه سوان
مستعمره رودخانه سوان (انگلیسی: Swan River Colony) مستعمره تاج بریتانیا بود که در سال ۱۸۲۹ بر روی رودخانه سوان، در استرالیای غربی تأسیس شد. این محل استقرار اولیه در رودخانه سوان به زودی پرث نام گرفت و به پایتخت استرالیای غربی تبدیل شد.